# Prodiaphania genitalis
Prodiaphania genitalis är en tvåvingeart som beskrevs av Paramonov 1968. Prodiaphania genitalis ingår i släktet Prodiaphania och familjen parasitflugor. Inga underarter finns listade i Catalogue of Life.